# Корсуков, Сергей Аристархович
Сергей Аристархович Корсуков — советский хозяйственный, государственный и политический деятель.

## Биография
Родился в 1900 году в селе Чёрное. Член КПСС.
С 1919 года — на военной службе, общественной и политической работе. В 1919—1960 гг. — участник Гражданской войны в России, хозяйственный и советский работник в Нижегородской области и городе Ленинграде, участник Великой Отечественной войны, секретарь бюро ВКП(б) 103-го стрелкового полка 85-й стрелковой дивизии, заместитель по тылу командира 131-й стрелковой дивизии, советский и партийный работник в городе Ленинграде, председатель исполкома Московского районного Совета депутатов трудящихся города Ленинграда, начальник Управления Ленинградского совнархоза.
Умер после 1985 года.